# ホーセンス

ホーセンスの紋章

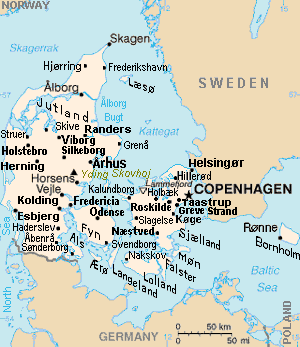

ホーセンス（Horsens [ˈhɒːsn̩s]）は、デンマークの都市。ユラン半島のオーフスの50キロ南西、ヴァイレの30キロ北西に位置する。人口61,074人（2022年）。欧州自動車道路E45号線が市内を走っている。 

## 地理
ホーセンスはユラン半島東岸のホーセンス・フィヨルドの湾奥にある。市は典型的なモレーンに囲まれた地形で、氷期後期に氷河に削られてできた低い丘と谷がある。

## 経済

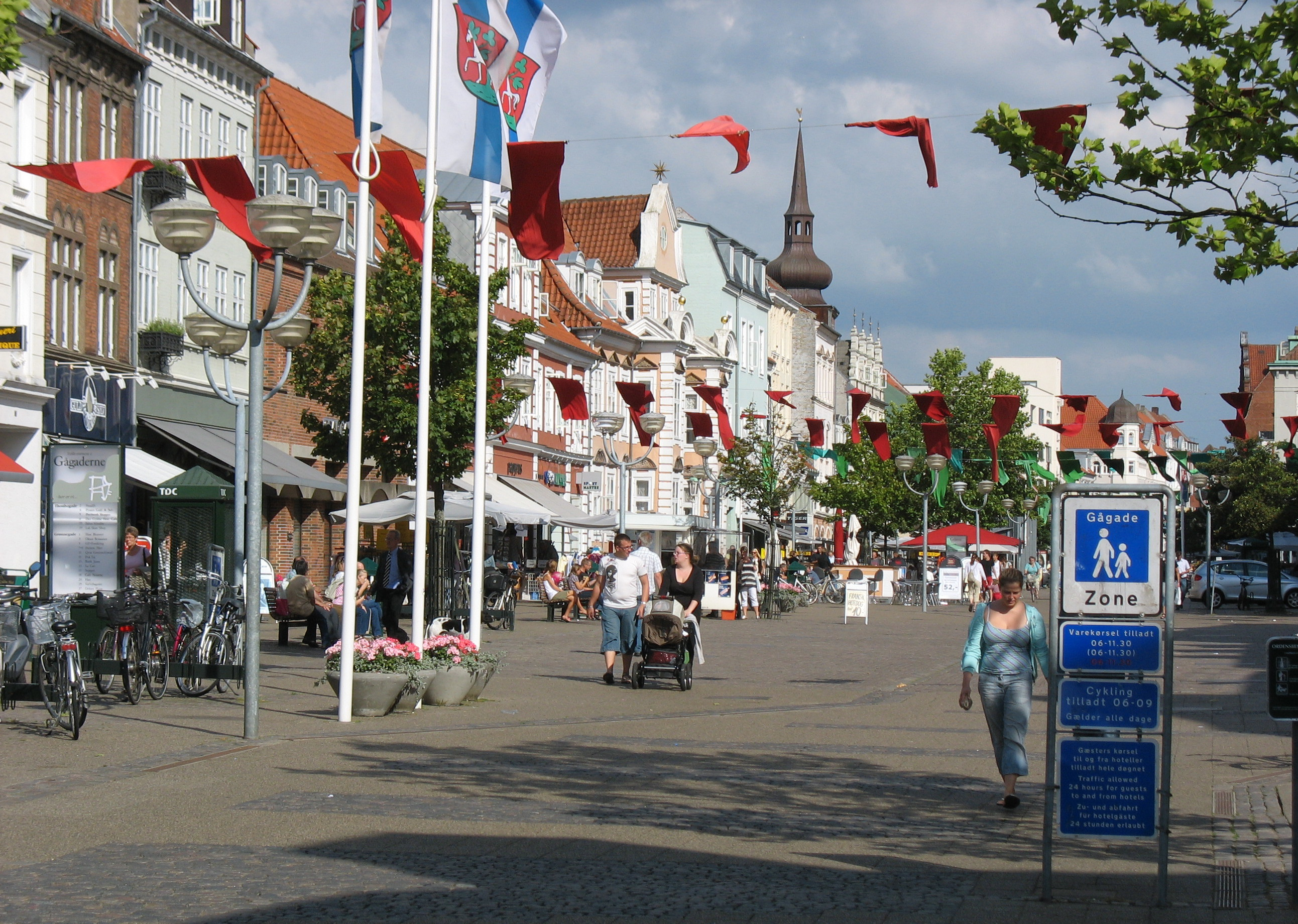
ホーセンス市内

ホーセンス市は最近、新規産業の移転や企業活動の拡大によって積極的な発展を経験している。多くの電機企業と印刷会社がここを拠点とする。ホーセンスにはデンマーク唯一の産業博物館がある。また、ヴィトゥス・ベーリング大学がある。

## 文化
近年、文化事業の発展と拡大に努力が払われている。著名な国際的ミュージシャン、ジョー・コッカー、エルトン・ジョン、ビーチ・ボーイズ、ボブ・ディラン、トム・ジョーンズ、ブライアン・アダムズ、デヴィッド・ボウイ、ホセ・カレーラス、ウエストライフ、R.E.M.、ポール・マッカートニー、ロビー・ウィリアムズ、ローリング・ストーンズ、マドンナ、ドリー・パートンらがホーセンスでパフォーマンスを披露した。
ホーセンスの最大級の文化イベントは毎年8月の最後の金曜日と土曜日に開催されるヨーロッパ中世フェスティヴァルである。市中心部は北欧の大きな中世の市場へと変身し、あらゆる年代の男女が楽しめる催しがある。
毎年3月にクリミメッセン祭（犯罪祭）が開かれる。犯罪、ミステリー、スリラーなどを主題とした文学の催しである。主催はホーセンス市立図書館で、著名な犯罪文学作家が参加する。
サッカー・クラブ、ACホーセンスの本拠地である。ホームスタジアムはノアスターン・アレナ・ホーセンス。

## 姉妹都市
- ノキア、フィンランド
- ブリョンドゥオゥス、アイスランド
- モス (ノルウェー)、ノルウェー
- カールスタード、スウェーデン
- 成都市、中華人民共和国

## 出身著名人
- ヴィトゥス・ベーリング（探検家）
- エルンスト・シュルツ（陸上競技選手、1900年パリ五輪出場者）
- ヴァン・ホルンボー（作曲家）
- シモン・ケアー（サッカー選手）
- フレデリク・レノウ（サッカー選手）
- アントン・ドーフ（画家）